# Rubus weberbaueri
Rubus weberbaueri är en rosväxtart som beskrevs av Wilhelm Olbers Focke. Rubus weberbaueri ingår i släktet rubusar, och familjen rosväxter. Inga underarter finns listade i Catalogue of Life.